# Äquatorial-Saki
Der Äquatorial-Saki (Pithecia aequatorialis) ist eine Primatenart aus der Gruppe der Neuweltaffen. Die Art wurde erst 1987 beschrieben, vorher wurden die Bestände dem Mönchsaffen zugerechnet.

## Merkmale
Äquatorial-Sakis sind mittelgroße Primaten. Sie erreichen eine Kopfrumpflänge von 39 bis 44 Zentimeter, der Schwanz ist bis zu 47 Zentimeter lang. Das Gewicht beträgt 2 bis 2,5 Kilogramm. Das Fell dieser Primaten ist lang und zottelig, es ist überwiegend grau gesprenkelt gefärbt, der Bauch ist gelblich oder rötlich. Der Schwanz ist sehr lang und buschig, er kann nicht als Greifschwanz eingesetzt werden. Die beiden Geschlechter unterscheiden sich in der Kopfbehaarung: Bei den Männchen sind die Haare auf der Oberseite des Kopfes kurz und borstenartig, bei den Weibchen sind sie lang und hängen nach unten und bedecken teilweise das Gesicht und die Ohren.

## Verbreitung und Lebensraum

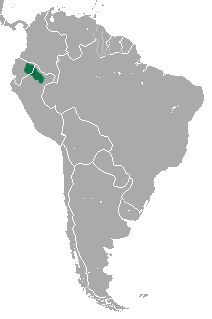
Das Verbreitungsgebiet des Äquatorial-Sakis

Äquatorial-Sakis sind in der Region Loreto im nördlichen Peru beheimatet. Die Nordgrenze des Verbreitungsgebietes bildet der Unterlauf des Río Napo, die Südgrenze der Amazonas und der Río Tigre. Ihr Lebensraum sind tropische Regenwälder.

## Lebensweise
Über die Lebensweise der Äquatorial-Sakis ist nicht viel bekannt. Sie sind wie alle Sakis tagaktive Baumbewohner und leben vermutlich in kleinen Gruppen. Diese setzen sich aus einem monogamen Pärchen und dem gemeinsamen Nachwuchs zusammen und bewohnen ein festes Revier. Ihre Nahrung besteht vorwiegend aus Samen und hartschaligen Früchten, in geringem Ausmaß fressen sie auch andere Pflanzenteile sowie möglicherweise Insekten.

## Gefährdung
Zwar leiden diese Primaten mancherorts an der Lebensraumzerstörung und der Bejagung, insgesamt ist die Art laut IUCN aber nicht gefährdet (least concern).
In Europa wird die Art nicht mehr gepflegt, einziger Halter war von 1973 und 1981, Köln.